# Augustin Jukić
Augustin Jukić (Bosanski Petrovac, 15. avgust 1922 − ), general-major JNA.

## Biografija
Prije Drugog svetskog rata bio je radnik. U NOB je ušao 1942, a u KPJ 1943. U ratu je bio politički komesar 4. bataljona 2. dalmatinske brigade, politički komesar Kninskog područja i politički komesar 1. dalmatinske proleterske brigade. Posle rata je bio politički komesar divizije, načelnik odeljenja za moralno-političko vaspitanje vojnog područja i armije, komandant vojnog okruga, pomoćnik komandanta vojnog područja i armije. Završio je Višu vojnu akademiju JNA. Aktivna služba u JNA prestala mu je 1982.

## Odlikovanja
- Orden zasluga za narod sa srebrnim zracima
- Orden bratstva i jedinstva sa srebrnim vencem.

## Literatura
- Vojna enciklopedija (knjiga četiri), Beograd 1974. godina